# Rupert Everett
Rupert James Hector Everett (Norfolk, 29 mei 1959) is een Engels acteur, regisseur, zanger en auteur. Hij werd in zowel 1998 (voor My Best Friend's Wedding) als 2000 (voor An Ideal Husband) genomineerd voor een Golden Globe en in zowel 1985 (voor Another Country) als 1998 (voor My Best Friend's Wedding) voor een BAFTA Award. Onder de prijzen die hem daadwerkelijk werden toegekend, zijn de prijs voor beste acteur van filmfestival Fantasporto 1996 (voor Dellamorte Dellamore), een American Comedy Award en een Golden Satellite Award (beide voor My Best Friend's Wedding) en een National Board of Review Award, samen met de hele cast van Prêt-à-Porter.

## Biografie
Everetts moeder Sara McLean is een Schotse en afstammelinge van barones Vyvyan of Trelowarren en baron Schmiedern. De vader van Everett is Majoor Anthony Michael Everett. Vanaf zevenjarige leeftijd bezocht Everett de Farleigh House school, om later bij de Benedictijnen lessen te volgen. Op vijftienjarige leeftijd liep hij weg naar Londen om acteur te worden. Om te overleven in een grote stad als Londen, werkte hij als een mannelijke prostitué, zoals hij later zelf verklaarde in een interview. Nadat hij bij de Central School of Speech and Drama van school was gestuurd wegens ongehoorzaamheid, reisde Rupert naar Schotland en werkte hij in het theater van Glasgow.
Zijn doorbraak kwam er met de productie van Another Country uit 1982, waarin hij een jonge homoseksueel speelde aan de zijde van Kenneth Branagh, gevolgd door een filmversie hiervan in 1984, naast Colin Firth. Hij begon een veelbelovende filmcarrière op te bouwen, totdat hij meespeelde met Bob Dylan in de film Hearts on Fire uit (1987). De film werd een gigantische flop, en Everett's carrière raakte in een dip.

## Parijs
In 1989 verhuisde Everett naar Parijs om er een boek te schrijven, Hello, Darling, Are you Working?. Het was ook in Parijs waar hij aangaf homoseksueel te zijn, wat in die tijd beschouwd werd als een zeer slechte carrière zet. Men vreesde dat de outing van Everett negatieve gevolgen zou hebben op zijn carrière als filmacteur. Met de film The Comfort of Strangers uit 1990 plaatste Everett zich terug in de schijnwerpers. Daarna maakte hij nog verscheidene films met een wisselend succes. In 1995 was zijn tweede boek af, The Hairdresser of St-Tropez.

## Carrière weerspiegelt privéleven
Everett ging steeds vaker homoseksuele personages spelen in films. Dat begon met de film My Best Friend's Wedding (1997) waarin hij Julia Roberts' homoseksuele vriend speelt. In 2000 vertolkte hij ook de rol van een homoseksueel naast Madonna in de film The Next Best Thing; hij zong ook als back-up op Madonna's cover van American Pie. Tegenwoordig vertolkt hij vaker heteroseksuele hoofdrollen, en hoewel Everett openlijk homoseksueel is, schrijft hij ook regelmatig voor het blad Vanity Fair.
In 2006 verklaarde hij dat hij een zes jaar durende affaire heeft gehad met Paula Yates. Ook zou hij een kortstondige affaire gehad hebben met onder meer Cher, Madonna en Bianca Jagger.

## Filmografie
- Another Country (1984) - Guy Bennett (gebaseerd op de jonge Guy Burgess)
- Dance with a Stranger (1985) - David Blakeley
- Hearts of Fire (1987) - James Colt
- Cemetery Man, (1994) - Francesco Dellamorte
- The Madness of King George (1994) - Prins van Wales
- Prêt-à-Porter (1994) - Jack Lowenthal
- Dunston Checks In (1996) - Lord Routledge
- My Best Friend's Wedding (1997) - George Downes
- Shakespeare in Love (1998) - Christopher Marlowe
- B. Monkey (1998) - Paul Neville
- A Midsummer Night's Dream (1999) - Oberon
- An Ideal Husband (1999) - Lord Goring
- Inspector Gadget (1999) - Dr. Claw
- South Kensington (2001) - Nick
- The Importance of Being Earnest (2002) - Algernon
- Unconditional Love (2003) - Dirk S.
- Shrek 2 (2004) - Prince Charming (stem)
- Stage Beauty (2004) - Charles II
- The Chronicles of Narnia: The Lion, the Witch and the Wardrobe (2005) - Fox (stem)
- Separate Lies (2005) - Bill Bule
- Shrek the Third (2007) - Prince Charming (stem)
- St. Trinian's (2007) - Camilla Fritton/Carnaby Fritton
- Wild Target (2009) - Ferguson
- St. Trinian's II: The Legend of Fritton's Gold (2009) - Camilla Fritton
- Hysteria (2011) - Edmund St. John-Smythe
- A Royal Night Out (2015) - koning George VI
- The Happy Prince (2018, acteur, regie, scenario)
- Napoleon (2023) - Arthur Wellesley, 1e hertog van Wellington

## Televisiewerk
- The Manhood of Edward Robinson (1981) - Guy
- Soft Targets (1982) - Acteur
- Princess Daisy (1983) - Ram Valenski
- The Far Pavilions (1984) - George Garforth
- Arthur the King (1985) - Lancelot
- Les Liaisons dangereuses (2003) - Vicomte Sébastien de Valmont
- Mr. Ambassador (2003) - Ambassador Ronnie Childers
- Sherlock Holmes and the Case of the Silk Stocking  (2004) - Sherlock Holmes
- The Friday Night Project (2006) - Gastheer, zichzelf
- Black Mirror (2011) - Judge Hope
- The Musketeers (2016) - Marquis de Feron